# Rajd Północnego Słońca 1954
Rajd Północnego Słońca 1954 (5. Svenska Rallyt till Midnattssolen) – 5. edycja rajdu samochodowego Rajd Północnego Słońca rozgrywanego w Szwecji. Rozgrywany był od 16 do 20 czerwca 1954 roku. Była to szósta runda Rajdowych Mistrzostw Europy w roku 1954.

## Klasyfikacja rajdu
| Miejsce                      | Kierowca                     | Pilot                        | Samochód                     | Czas                         | Strata                       |                              |
| Klasyfikacja generalna i ERC | Klasyfikacja generalna i ERC | Klasyfikacja generalna i ERC | Klasyfikacja generalna i ERC | Klasyfikacja generalna i ERC | Klasyfikacja generalna i ERC | Klasyfikacja generalna i ERC |
| ---------------------------- | ---------------------------- | ---------------------------- | ---------------------------- | ---------------------------- | ---------------------------- | ---------------------------- |
| 1.                           | Carl-Gunnar Hammarlund       | Emile Pettersson             | Porsche 356 1300 Super       |                              | 0.0                          |                              |
| 2.                           | Gunnar Kallström             | Sune Höök                    | Porsche 356 1300 Super       |                              |                              |                              |
| 3.                           | Ivar Andersson               | Björn Hansson                | Alfa Romeo 1900 TI           |                              |                              |                              |
| 4.                           | Joakim Bonnier               | Bo Boesen                    | Alfa Romeo 1900 TI           |                              |                              |                              |
| 5.                           | Allan Borgefors              | Åke Gustavsson               | Porsche 356 1300 Super       |                              |                              |                              |
| 6.                           | John Bengtsson               | Gösta Kruse                  | Ford Anglia                  |                              |                              |                              |
| 7.                           | Paul Nordström               | Gunnar Själin                | Volvo PV 444                 |                              |                              |                              |
| 8.                           | Heinz Meier                  | Bengt Friman                 | DKW F 91                     |                              |                              |                              |
| 9.                           | Gunnar Nilsson               | Sven Nilsson                 | Fiat 1100                    |                              |                              |                              |
| 10.                          | Lennart Gustavson            | Torbjörn Ström               | Fiat 1100                    |                              |                              |                              |